# بخش زواره
بخش زواره یکی از بخش‌های تابعه شهرستان اردستان در استان اصفهان ایران است.

## تقسیمات کشوری
- بخش زواره 
  - دهستان سفلی
  - دهستان ریگستان

شهر : زواره

## جمعیت
براساس سرشماری عمومی نفوس و مسکن در سال ۱۳۹۵، جمعیت بخش زواره برابر با ۱۲،۶۷۸ نفر بوده‌است.